# Збірна Туреччини з хокею із шайбою
Збірна Туреччини з хокею із шайбою (тур. Türkiye Millî Buz Hokeyi Takımı)  — національна команда Туреччини, що представляє країну на міжнародних змаганнях з хокею з шайбою. Опікується командою Турецька хокейна федерація. Команда значних успіхів не досягала, беручи участь, здебільшого, у кваліфікаційних раундах чемпіонатів світу.

## Турнірні здобутки команди

### Чемпіонати світу
- 1992 — 6 місце Група С2
- 1993 — 3 місце Група С
- 1994 — 2 місце Група С2
- 1996 — 2 місце Група D
- 1997 — 3 місце Група Е
- 1998 — 7 місце Група D
- 1999 — 7 місце Група D
- 2000 — 9 місце Група D
- 2002 — 6 місце Дивізіон ΙІ Група А
- 2003 — 3 місце Дивізіон ΙІІ
- 2004 — 2 місце Дивізіоні ΙІІ
- 2005 — 6 місце Дивізіон ΙІ Група А
- 2006 — 2 місце Дивізіоні ΙІІ
- 2007 — 6 місце Дивізіон ΙІ Група А
- 2008 — 4 місце Дивізіон ΙІІ
- 2009 — 2 місце Дивізіоні ΙІІ
- 2010 — 6 місце Дивізіон ΙІ Група А
- 2011 — 3 місце Дивізіон ΙІІ
- 2012 — 1 місце Дивізіон ΙІІ
- 2013 — 5 місце Дивізіон ΙІ Група В
- 2014 — 6 місце Дивізіон ΙІ Група В
- 2015 — 2 місце Дивізіон ΙІІ
- 2016 — 1 місце Дивізіон ΙІІ
- 2017 — 6 місце Дивізіон ΙІ В
- 2018 — 3 місце Дивізіон ΙІІ
- 2019 — 2 місце Дивізіон ΙІІ А
- 2022 — 2 місце Дивізіон ΙІІ А
- 2023 — 5 місце Дивізіон ΙІ В
- 2024 — 6 місце Дивізіон II B
- 2025 — 3 місце Дивізіон ΙІІ Група А